# Gemmerich
Gemmerich es un municipio situado en el distrito de Rin-Lahn, en el estado federado de Renania-Palatinado (Alemania). Tiene una población estimada, a fines de enero de 2023, de 542 habitantes.
Está ubicado al este del estado, cerca de los ríos Lahn y Rin, y de la frontera con el estado de Hesse.